# Heortia dominalis
Heortia dominalis är en fjärilsart som beskrevs av Lederer 1863. Heortia dominalis ingår i släktet Heortia och familjen Crambidae. Inga underarter finns listade i Catalogue of Life.